# Ironman Regensburg
Der Ironman Regensburg war eine von 2010 bis 2012 ausgetragene Triathlon-Sportveranstaltung über die Ironman-Distanz (3,86 km Schwimmen, 180,2 km Radfahren und 42,195 km Laufen) in Regensburg in der Region Oberpfalz in Ostbayern.

## Organisation
Der Ironman Regensburg war Teil der Ironman-Weltserie der World Triathlon Corporation, einem damaligen Tochterunternehmen von Providence Equity Partners. Die Teilnehmer hatten hier die Möglichkeit, sich für einen Startplatz beim Ironman Hawaii zu qualifizieren: Es standen 50 Qualifikationsplätze zur Verfügung – 8 für Profis und 42 für Amateure.
Dieser Bewerb wurde erstmals am 1. August 2010 ausgetragen und mehr als 1800 Athleten starteten hier bei diesem Triathlon-Bewerb auf der Langdistanz. Bei der dritten Austragung 2012 hatte sich das Teilnehmerfeld allerdings auf 1322 Athleten reduziert.

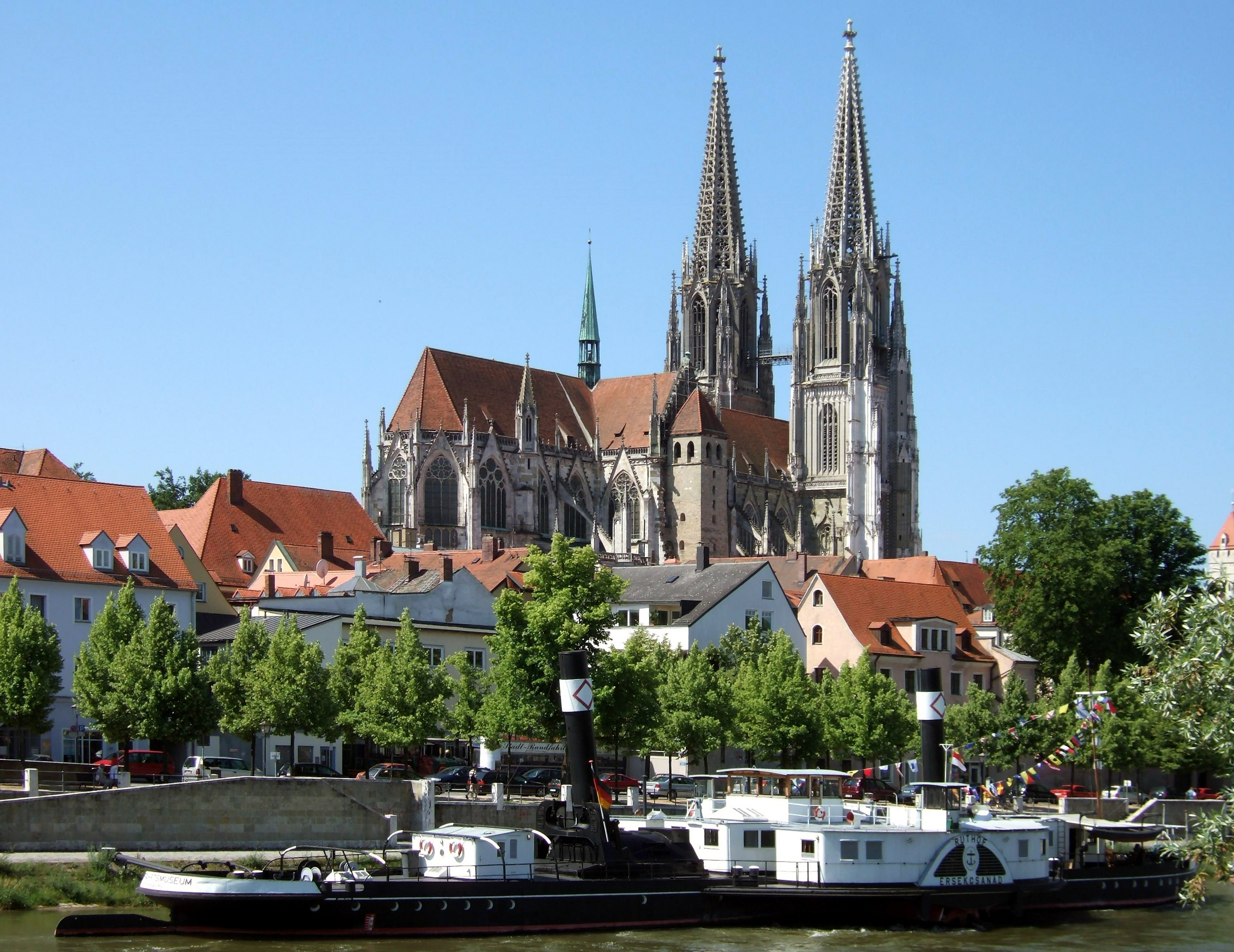
Blick auf die Regensburger Altstadt

Neben dem Ironman Germany in Frankfurt am Main, der auch als Ironman European Championship beworben wird und dem Ironman 70.3 Germany (Mitteldistanz: 1,9 km Schwimmen, 90 km Radfahren und 21,1 km Laufen) war dies der dritte von diesem Veranstalter organisierte Triathlon in Deutschland.
2013 fand kein Ironman in Regensburg statt, da sich die Beteiligten auf keinen gemeinsamen Termin einigen konnten.
Für den 17. August 2014 wurde eine Neuauflage des Rennens angekündigt – aus finanziellen Gründen erteilte der Veranstalter aber der erneuten Durchführung schließlich doch eine endgültige Absage.
Am zweiten Wochenende im August 2016 veranstaltete die Stadt Regensburg in Zusammenarbeit mit der Purendure Event GmbH von Sonja Tajsich die erste Challenge Regensburg mit teilweise ähnlicher Streckenführung. Die Vertragsdauer beträgt fünf Jahre.

## Streckenverlauf
Das Rennen startete mit der Schwimmdistanz im Guggenberger See bei Neutraubling und die folgende Radstrecke führte über einen 2-Runden-Kurs durch den Landkreis Regensburg. Das Ziel nach einem zur Marathondistanz viermal zu durchlaufenden Rundkurs lag in der Regensburger Altstadt.

## Siegerliste
| Datum/Jahr    | Männer           | Männer           | Männer          | Frauen             | Frauen          | Frauen          |
| Datum/Jahr    | Erster Platz     | Zweiter Platz    | Dritter Platz   | Erster Platz       | Zweiter Platz   | Dritter Platz   |
| ------------- | ---------------- | ---------------- | --------------- | ------------------ | --------------- | --------------- |
| 17. Juni 2012 | Dirk Bockel (SR) | Michael Raelert  | Mike Schifferle | Heidi Sessner      | Nicole Bretting | Maria Lemeseva  |
| 7. Aug. 2011  | Markus Fachbach  | Stefan Riesen    | Frank Vytrisal  | Mary Beth Ellis    | Annett Kamenz   | Nicole Leder    |
| 1. Aug. 2010  | Faris Al-Sultan  | Andreas Böcherer | Nils Goerke     | Sonja Tajsich (SR) | Katja Rabe      | Corinne Abraham |

(SR: Streckenrekord)

Faris Al-Sultan, Sieger bei der Erstaustragung 2010
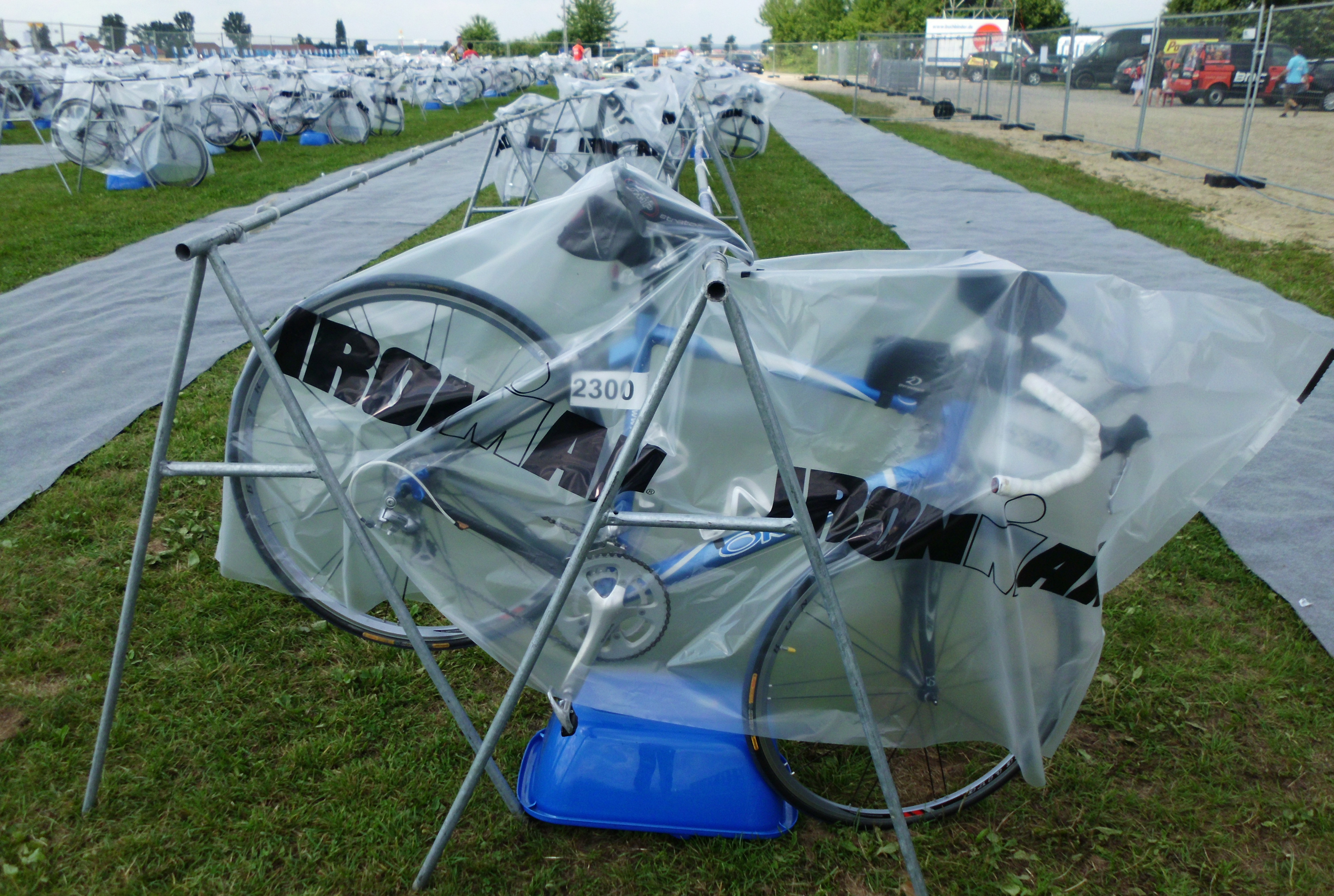
Ironman 2011